# Cyrtarachne xanthopyga
Cyrtarachne xanthopyga är en spindelart som beskrevs av Kulczynski 1911. Cyrtarachne xanthopyga ingår i släktet Cyrtarachne och familjen hjulspindlar. Inga underarter finns listade i Catalogue of Life.